# Kafka a Teheran
Kafka a Teheran (Āyehā-ye zamini) è un film a episodi del 2023 diretto da Ali Asgari e Alireza Khatami.
Il titolo originale riprende quello dei Versetti terrestri della poetessa Forough Farrokhzad.

## Trama
Nove episodi di vita quotidiana a Teheran, con cui i registi Ali Asgari e Alireza Khatami svelano coraggiosamente i nonsense di un sistema che controlla, sanziona, regola, ogni aspetto dell’esistenza dei cittadini. Si va da chi per lavorare deve conoscere perfettamente il Corano a chi ha perso il cane contravvenendo alla legge, da una bambina che per il primo giorno di scuola vorrebbe portare jeans e maglietta al regista che cerca di farsi approvare preventivamente un copione. Piccole storie comuni, raccontate con semplicità e non senza ironia, ma in cui ben si percepisce tutto il peso e la repressione del regime iraniano. 

## Produzione
Asgari e Khatami si sono conosciuti nel 2017 alla 74ª Mostra internazionale d'arte cinematografica di Venezia, dov'erano gli unici due iraniani. Il film è nato dalla frustrazione di Khatami dopo che un progetto a cui aveva lavorato per anni era stato bloccato poco prima dell'inizio delle riprese dal Ministero della cultura e dell'orientamento islamico. Ispirandosi al genere classico "di dibattito" della poesia persiana, in una settimana ha scritto assieme ad Asgari una sceneggiatura che prendeva spunto da episodi accaduti a loro e a loro conoscenti. Non volendo aspettare un'altra autorizzazione da parte del governo, hanno cominciato a girare con mezzi propri già due settimane dopo la fine della stesura.
Le riprese si sono tenute per un primo blocco nel settembre 2022, poco prima dell'inizio delle proteste per la morte di Mahsa Amini, che hanno influenzato molto il secondo, girato tra il febbraio e il marzo del 2023. In tutto, il film è stato girato in sette giorni. Nonostante sia composto di soli 12 ininterrotti long take statici e parlati, i registi hanno dichiarato che non vi è stata improvvisazione da parte degli attori e che nulla è stato cambiato in fase di montaggio o di riprese rispetto alla scrittura.

## Promozione
Il trailer del film è stato diffuso online il 21 maggio 2023, seguito da quello in italiano il 14 settembre.

## Distribuzione
Il film ha avuto la sua anteprima il 23 maggio 2023 alla sezione Un Certain Regard del 76º Festival di Cannes, dove è stato l'unico film iraniano presente.
È stato distribuito nelle sale cinematografiche italiane da Academy Two a partire dal 5 ottobre 2023.